# 蘇格蘭國家圖書館

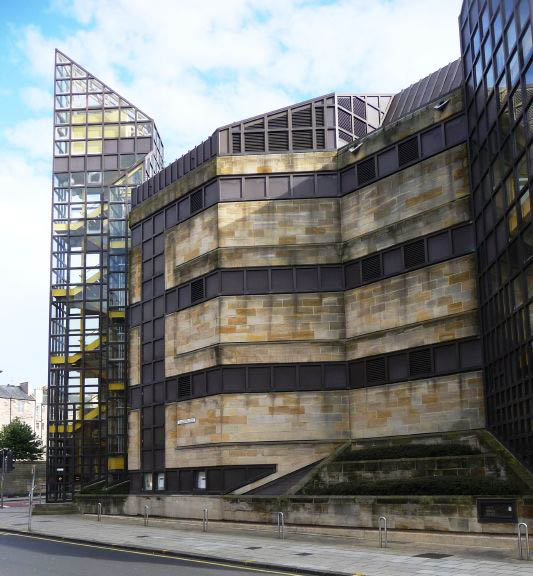
屬於圖書館的Causewayside annexe（1988年開張）

蘇格蘭國家圖書館（英語：National Library of Scotland）是一座位於蘇格蘭首府愛丁堡的法定送存圖書館，是蘇格蘭國家收藏（National Collections）機構之一。其總部在愛丁堡舊城中皇家一英里和愛丁堡大學之間的喬治五世橋。其藏書量達到700萬冊。另有1400萬印刷品和200萬份地圖。
蘇格蘭國家圖書館藏有許多歷史文獻，其中重要者包括古登堡聖經副本、達爾文的書信及《物種起源》的手稿、第一對開本等。另外該圖書館還有世界最多的蘇格蘭蓋爾語材料。

## 外部連結
- 官方网站